# 2000-es magyar teniszbajnokság
A 2000-es magyar teniszbajnokság a százegyedik magyar bajnokság volt. A bajnokságot augusztus 14. és 19. között rendezték meg Szegeden, a Gellért Szabadidőközpontban.

## Eredmények
| Versenyszám  | Arany                                                      | Arany | Ezüst                                                                     | Ezüst | Bronz | Bronz |
| ------------ | ---------------------------------------------------------- | ----- | ------------------------------------------------------------------------- | ----- | --- | ----- |
| Férfi egyéni | Nagy Zoltán IDOM Team 2000 TSE                             |       | Veress Balázs LRI-Malév SC-Római Teniszakadémia                           |       | Szathmáry Tibor Hód TCBöröczky Zoltán LRI-Malév SC-Római Teniszakadémia                                                  |       |
| Női egyéni   | Földényi Annamária Vasas SC                                |       | Gubacsi Zsófia LRI-Malév SC-Római Teniszakadémia                          |       | Molnár Eszter Vasas SCBerecz-Szatmári Kinga BSE                                                                          |       |
| Férfi páros  | Noszály Sándor, Hultai Gergely Vasas SC                    |       | Böröczky Zoltán, Fonó László LRI-Malév SC-Római Teniszakadémia            |       | Szathmáry Tibor, Tatár Zsolt Hód TC, Vasas SCNagy Zoltán, Ott Márton IDOM Team 2000 TSE                                  |       |
| Női páros    | Köves Nóra, Kapros Anikó LRI-Malév SC-Római Teniszakadémia |       | Gubacsi Zsófia, Molnár Eszter LRI-Malév SC-Római Teniszakadémia, Vasas SC |       | Berecz-Szatmári Kinga, Czink Melinda BSE, IDOM Team 2000 TSEHalász Klaudia, Sallai Orsolya Tálentum TC, Tabáni Spartacus |       |